# Sóhajok (film, 1977)
A Sóhajok (Suspiria) 1977-ben bemutatott olasz horrorfilm, melyet Dario Argento rendezett. A főbb szerepekben Jessica Harper, Alida Valli, Udo Kier és Joan Bennett látható. A film az Inferno és a Könnyek anyja című filmekkel együtt alkotja a "A három anya" trilógiát, melynek a Sóhajok az első része. A zenéjét a Goblin szerezte, mely kiváló alaphangulatot teremt a filmnek.

## Szereplők
| Szereplő          | Színész          | Magyar szinkron    |
| ----------------- | ---------------- | ------------------ |
| Suzy Bannion      | Jessica Harper   | Bogdányi Titanilla |
| Sara              | Stefania Casini  | Solecki Janka      |
| Dr. Frank Mandel  | Udo Kier         | Előd Álmos         |
| Madame Blanc      | Joan Bennett     | Andresz Kati       |
| Miss Tanner       | Alida Valli      | Illyés Mari        |
| Mark              | Miguel Bosé      | Czető Roland       |
| Daniel            | Flavio Bucci     | Gyurity István     |
| Olga              | Barbara Magnolfi | Vadász Bea         |
| Pat               | Eva Axen         | Dögei Éva          |
| Sonia             | Susanna Javicoli | Bertalan Ágnes     |
| Milius professzor | Rudolf Schundler | Versényi László    |
| Narrátor          | Dario Argento    | Sörös Sándor       |

## Cselekmény
|  | Alább a cselekmény részletei következnek! |

Az első gyilkosság Suzy megérkezésekor történik. A rendező a filmben előszeretettel használta a vörös színt és árnyalatait.

Suzy Bannion úgy dönt, hogy a leghíresebb európai balettiskolában csiszolja tovább tudását, ezért New Yorkból Németországba költözik, ahol a freiburgi Táncakadémia tanulója lesz. Este érkezik a gépe Freiburgba, ahol szakad az eső, sikerül taxit fognia és az iskolához viteti magát. A balettiskolában estére várják, de mikor a balettiskola ajtajához ér, épp akkor rohan ki az épületből egy feldúlt lány, Pat, aki meg van rémülve és valamit mond, de Suzy nem érti tisztán, hogy mit. Csak foszlányokat hall a lány szavaiból, aki valami titkot és íriszt látott. Suzyt a kavarodás miatt nem ismerik fel és nem engedik be az iskolába, ezért estére bemegy a városba aludni, útközben látja Patet az esőben futni, aki szintén a városba tart. Pat az egyik barátnőjénél kér menedéket estére, aki megkérdezi, hogy mi történt vele, de ő nem akar erről beszélni. A lány fáradt és zaklatott, mikor a lefekvéshez készülődik, kinyílik az ablaka. Miután bezárják, Pat odamegy az ablakhoz, hogy kinézzen, amikor is az ablakon keresztül egy szőrös kéz megragadja, majd több késszúrással megszúrja a lányt. A még élő lány nyakára kábelhurkot teker és rádobja az emeleti ablaküvegre, amely összetörik alatta és a lány teste a mélybe zuhan. Mielőtt földet érne a kábel visszarántja és felakasztja az amúgy is súlyosan vérző lányt. Barátnőjét, aki a lány sikoltozását hallva segítségért indult, az összetörő üvegszilánkok halálra vagdossák.

Másnap reggel Suzy visszamegy az akadémiára, ahol sajnálatukat fejezik ki a tegnap esti történtek miatt. Suzy megismerkedik az igazgatónővel, aki ismerte a nagynénjét, barátságosan üdvözli a lányt, de nem tud sokáig vele foglalkozni, mert a rendőrök már várják, hogy kihallgassák a tegnapi gyilkosság miatt. A szobáját a nyomozás miatt egyelőre nem foglalhatja el, ezért az egyik csoporttársánál, Olgánál szállásolják el, aki a városban lakik. Az Akadémián megismerkedik Sara-val, aki érzékeny lelkű, de szimpatikus Suzynak. Olga este mesél Patről, szerinte Pat megérdemelte, hogy kicsapták az iskolából, mert mindenbe beleütötte az orrát, bár sajnálja, hogy meghalt. Suzy próbálja felidézni, mit mondhatott tegnap a lány a szakadó esőben, de nem tudja felidézni. Másnap az igazgatónő örömmel értesíti, hogy szabad a szoba és bármikor beköltözhet. Suzy Olgánál szeretne maradni, de az igazgatónő finoman utal rá, hogy jobb lenne ha az Akadémián lakna és nem a városban, ezért a lány beköltözik az iskola szállására. Suzy nagyon betegnek érzi magát az iskolában, a próbán felmentést kér, de a vaskalapos Miss Tanner nem engedi neki, hogy pihenjen. Végül Suzy vérezni kezd és elájul a próbán. Miss Tannerék ágyba fektetik, másnap, mikor magához tér, a holmiját a szobájában találja, és az igazgatónőék ápolják. 

Az igazgatónő balra feketében látszólag kedves idős hölgy benyomását kelti. Ideiglenes ágyakat rakat le, amíg a diákok ágyait meg nem tisztítják a kukacoktól.

Suzy Sara szobatársa lett a bentlakásos iskolában. Suzynak speciális étrendet állítanak össze az iskolában, hogy mihamarabb felépüljön. Vacsorához csengetnek, de Suzynak nem kell lemennie, hiszen Pavlo az iskola román mindenese felhozza neki. A plafonról kukacok kezdenek hullani, Suzy haja is tele lesz vele, de mikor kirohan a szobájából, látja hogy az egész iskolában kukacok esnek le a plafonról. A padláson lévő ládából jöttek a kukacok, Blanc igazgatónő sajnálatát fejezi ki az eset miatt, tájékoztatja a diákokat, hogy romlottan érkezett hozzájuk egy ételszállítmány és emiatt fordulhatott elő. Azt javasolja, hogy közösen aludjanak az alsóbb szinten levő gyakorlóteremben ideiglenes ágyakon, amíg másnap ki nem jönnek a féregirtók. A tanárok is benn alszanak az iskolában a diákoktól egy függönnyel elválasztott részen. Este Sara sóhajokat és furcsa horkolást hall a függöny mögül. Felébreszti Suzy-t, mert szerinte az igazgatónőt hallja a lepedő mögül horkolni, aki elvileg hazament estére. Másnap Miss Tanner-t megkérdezik, hogy az igazgatónő az estét az iskolában töltötte-e, de ő azt mondja nekik, hogy az igazgatónő már tegnap elutazott. Másnap a vak zongorista, Daniel vakvezetőkutyája, akit a ház elé szokott kikötni, megharap egy kisfiút, Albertet, Danielt ezért kirúgják állásából. Este Suzyék hallják, amint a tanárok elmennek a szobájuk ajtaja előtt. Suzy azt mondja Saranak, hogy szerinte nem hazamennek, mert a kijárat a másik irányba van és a távolodó léptek zaja a másik irányba tart. Suzy megszámolja a szoba ajtó elhaladó lépések számát és este elindul felfedezni, hogy hova járnak esténként a tanárok. 

Az iskolában sok furcsa személy található közülük Pavlo az egyik, aki torzszülöttnek született és épp vacsorát hoz Suzynak

Este hazafelé megy Daniel, amikor a főtéren jár, és kutyája furcsán kezd viselkedni. Különös árnyak jelennek meg a téren, majd a kutya Daniel torkának esik és megöli gazdáját. A halálhír eljut az iskolába is. Suzy gyanakodni kezd, miután Pat halála után Daniel is meghal. Beszél Sara-nak erről, aki szerint Pat valakihez beszélhetett az iskolában, mielőtt halála napján elhagyta az iskola épületet. Pat jó barátja volt Sara-nak és még halála előtt adott neki egy jegyzettömböt, amiben leírta, amit addig jegyzetelt. Másnap mikor Sara meg akarja mutatni a jegyzetet, már nincs meg. Sara-nak rossz előérzete van, próbál erről beszélni Suzy-val, de ő rendkívül fáradt és elalszik. Sara-t halálfélelem fogja el, és boszorkányokra gyanakszik. Kétségbeesésében kirohan a folyosóra, és menekülni próbál valami elől, míg végül felrohan a padlásra, ahol valami megtámadja. Megpróbál elmenekülni, ezért kimászik egy kis ablakon, de a túl oldalon egy szögesdróttal teli szobába esik, ahol valaki elvágja a torkát. Másnap Miss Tanner közli Suzyval, hogy Sara reggel elhagyta az iskolát. Suzy felhívja Frank Mandel pszichológust, akihez Saraval együtt akartak menni. Sara felől érdeklődik, majd egy találkozót beszélnek meg. Mandel elmondja, hogy a Táncakadémiát 1895-ben egy görög emigráns, Elena Marcus alapította, akit boszorkánynak tartottak a helyiek. Fekete királynőnek is hívták, de állítólag 1905-ben egy tűzvészben meghalt. Bemutatja Milius professzort a lánynak, aki a boszorkányok szakértője. Milius szerint vannak boszorkány bandák, akiket egy vezér irányít. A banda feje százszor erősebb, mint a többiek és ha azt elpusztítja, a banda ártalmatlanná válik.

Mikor Suzy visszamegy az iskolába megtudja hogy mindenki színházlátogatásra ment, úgy dönt nem folytatja tovább a diétát. Mikor lefekvéshez készülődik kinyitja a szekrényajtót ahonnan egy denevér száll ki és megtámadja, de a lány megöli a denevért. Majd eszébe jut hogy miről beszélgettek Saraval ezért este kimegy a folyosóra, és elindul abba az irányba amerre a tanárok lépteit hallották. Egy piros ajtóhoz ér, majd elrohan a konyhások előtt és továbbmegy a folyosón. Egy zárt szobához ér, ekkor eszébe jut amit Pat mondott "Három írisz és a kéket kell elforgatni". 

Mikor Suzy megszúrja a boszorkányt az addig láthatatlan teste láthatóvá válik

A falon talál három darab íriszt és elforgatja a kéket ekkor kinyílik egy rejtett ajtó, belépve rajta egy folyosóra jut, tovább megy amíg meg nem hallja az igazgatónő hangját. Közelebb megy és hallja amint azon tanakodnak hogy őt akarják elpusztítani. Az igazgatónő Helenától kér erőt, a szertartáson. Mikor Suzy megfordul észreveszi Sara holttestét egy asztalon. Majd belép egy kis szobába ahonnan hallja azt a horkolást amit korábban is hallottak. Megijed és el akar osonni de véletlenül leveri a vázát, és horkoló nő felébred. Mint kiderül ő Helena Marcus és meg akarja ölni Suzyt. Suzy felkap egy üvegdarabot hogy leszúrja a boszorkányt, de mikor elhúzza az ágy függönyét nem lát ott senkit. Közben Helena felkelti Sara holttestét, aki egy késsel akar Suzyra támadni. A boszorkány folyamatosan nevet, és Suzy észreveszi hogy az ágyban a boszorkány nem látható de a hangja arról jön és a körvonala néha-néha megcsillan, ezért odadöf az üvegszilánkkal. A boszorkányt eltalálja aki azonnal láthatóvá válik és meghal. Az épület kezd összeomlani, Suzy ki akar menekülni amikor észreveszi hogy az igazgatónő, Miss Tanner és az iskolaszemélyzete ordít a fájdalomtól és ahogy az épület pusztul úgy haldokolnak ők is, Suzynak még épp sikerül kiérnie mielőtt kigyulladna az épület.
|  | Itt a vége a cselekmény részletezésének! |

## Érdekességek
- A narrátor maga Dario Argento aki a film rendezője is egyben.
- Több helyszínen forgatták a jeleneteket, többek között forgattak a müncheni Hofbräuhausban is, mely a Hofbräu sörgyár egyik épülete, de forgattak a BMW-gyár főhadiszállása mellett is.
- A film főszerepét először Daria Nicolodinak szánta Argento akivel hosszú ideig együtt élt és egy közös gyermekük is született. A forgatókönyv írásában együtt vettek részt, de a filmstúdió úgy döntött , hogy amerikai színésznő legyen a főszereplő, és így esett a választásuk Jessica Harperre.

## Filmzene
A film zenéjét a Goblin zenekar szerezte.
1. "Suspiria" – 6:01
2. "Witch" – 3:12
3. "Opening To The Sighs" – 0:32
4. "Sighs" – 5:16
5. "Markos" – 4:05
6. "Black Forest" – 6:08
7. "Blind Concert" – 6:16
8. "Death Valzer" – 1:51
Bonus tracks
9. "Suspiria [Celesta and Bells]" – 1:34
10. "Suspiria (Narration)" – 1:48
11. "Suspiria (Intro)" – 0:32
12. "Markos [alternate version]" – 4:09

## Díjak
- 1978-ban jelölték Joan Bennettet a Szaturnusz-díjra a legjobb női mellékszereplő kategóriában.
- 2002-ben Szaturnusz díjra jelölték a legjobb klasszikus film DVD kiadásáért.
- Az Empire magazin a világ 100 legjobb filmje közül a 45.ik legjobb filmnek jelölte[3]